# Ханс Хайер
Ханс Хейер (на германски Hans Heyer) е бивш пилот от Формула 1.
Роден на 16 март 1943 година в Мьонхенгладбах, Германия.

## Формула 1
Ханс Хейер прави своя дебют във Формула 1 в голямата награда на Германия през 1977 година. В световния шампионат записва 1 състезания, като не успява да спечели точки. Състезава се за отбора на АТС.